# 銃夢 (OVA)
《銃夢》是一部於1993年在日本以原創動畫錄影帶（OVA）形式發行的動畫，劇情根據木城幸人創作的同名漫畫改編。內容由福富博執導、遠藤明範編劇、和田薰配樂，並由MADHOUSE負責動畫製作。
加拿大導演詹姆斯·卡麥隆在觀看此部作品後產生了濃厚興致，成為製作出《銃夢》改編電影版本《艾莉塔：戰鬥天使》的契機。

## 劇情
作品分成上下兩集，上集為生鏽的天使（Rusty Angel），下集為眼淚的記號（Tear Sign），劇情涵蓋原作的馬卡克篇和尤浩篇。

### 生鏽的天使
在未來世界裡，階級高等的人類居住在漂浮於半空的城市「沙雷姆」，地位低下的人類則住在沙雷姆下方地面的廢鐵鎮。大衛·依德是一位住在廢鐵鎮，靠著修復生化人為生的醫生，他平時會在沙雷姆丟棄廢棄物到廢鐵鎮的垃圾堆裡尋找可用的修復零件。某日，依德在垃圾堆裡意外發現到一個僅存有頭部與肩胛部分身軀；但仍有生命跡象的女性生化人。相當驚喜的依德，便把她撿回到家裡修復，並將她取名為凱麗。
修復好的凱麗雖然忘記自己過去的事蹟；但不阻礙她與依德一同生活。凱麗也與依德的朋友們相處友好，像是依德的老同事兼好友候斯，其中凱麗特別留意著一位會來修理依德居家物件的青年尤浩。有一天，尤浩邀請凱麗前往一個可以盡情觀賞沙雷姆景色的廢棄工廠，並與凱麗分享他心中有個夢想，就是籌到足夠的資金，讓他可以離開廢鐵鎮前往沙雷姆生活。
在凱麗與尤浩外出時，依德過去一同合作的女性同事奇蓮出現在他面前，邀請他去酒館談論事情。在酒館裡，奇蓮表示她想要回去沙雷姆，並要求依德與她一起離開，不要把時間和才能浪費在廢鐵鎮這個地方。在依德拒絕她的提議後，奇蓮回應她會不惜一切試著去取得回到沙雷姆的機會。隨後，奇蓮與專門為地下競技場提供生化人戰士，以牟利的組織首腦貝克塔接觸。
生活一段時間後，凱麗注意到依德有時會神祕地在夜裡外出，並在隔天身上會帶著一些傷口。某個夜晚裡，凱麗試著暗中跟蹤又外出的依德，之後凱麗發現到，依德具有著「獵人戰士」另一身份，是一種靠著抓拿犯罪份子以獲取報酬的賞金獵人。在依德對抗罪犯生化人格戮襲卡陷入險境時，凱麗立即闖入戰局想拯救依德，之後凱麗藉著連她自己以及依德都感到意外的潛在體能與破壞力，踢斷了格戮襲卡的右臂。在格戮襲卡逃離後，凱麗告訴依德，她感到內心裡湧起一股對戰鬥的渴望，因此也想和依德一樣成為獵人戰士。
被凱麗踢斷右臂，負傷的格戮襲卡前往貝克塔的住處尋找奇蓮，請求對方的幫助。在奇蓮得知格戮襲卡是被依德所打造的凱麗給擊敗後，便試著增強格戮襲卡的武裝，想藉此向依德證明她的能力。
格戮襲卡在獲得強化武裝後，試著尋找凱麗與依德以襲擊她們。當凱麗再次遇到現身在她面前的格戮襲卡時，接受了對方要求的一對一挑戰。與格戮襲卡的二次對戰中，凱麗以敏捷的行動與優異的武技，將對方劈裂成兩半，讓在現場觀戰的奇蓮，最後只能歇斯底里地面對自己不如依德的失敗。

### 眼淚的記號
成為獵人戰士後的凱麗，靠著擊倒了不少犯罪份子得到許多賞金，開始獲得注目，她希望能夠藉由這些賞金來幫助尤浩前往沙雷姆。另一方面，尤浩為了賺取足以前往沙雷姆的資金，私下曾與貝克塔達成協議，做出暗中襲擊生化人，以奪走機械脊椎的勾當。
某日，尤浩偷竊機械脊椎的行為被另名獵人戰士沙勇給逮到，情急逃脫的尤浩便試著聯絡貝克塔請求協助。貝克塔在得知尤浩的情況後，加上自己的生化人戰士近期在地下競技場戰況不佳，便要求奇蓮去尋找凱麗，想以身陷危機的尤浩作為籌碼，要求凱麗為他在地下競技場出賽。
當凱麗與依德接完獵人戰士的任務返家時，赫然發現尤浩列在新的懸賞令上，讓凱麗急忙衝去尋找近期不見蹤影的尤浩。躲在一旁看到這情況的奇蓮，開始追蹤凱麗。
凱麗在先前尤浩邀請她去觀賞沙雷姆的廢棄工廠裡找到他。在凱麗詢問尤浩下一步他該如何做時，尤浩表示他仍堅持要前往沙雷姆，並要求凱麗不要再管他的事情。聽到尤浩這樣說時，凱麗向尤浩坦白說出自己對他的好感，希望尤浩能回應她的心意。在尤浩詢問凱麗是否願意成為他的犯罪夥伴時，凱麗親吻了尤浩。隨後，尤浩與凱麗分享了他過去的經歷，告訴了凱麗以前照顧他的哥哥同樣有著前往沙雷姆的夢想，並暗中違反規定打造一個可以漂去沙雷姆的熱氣球；但之後遭哥哥的妻子告密，被一位名叫基梅的獵人戰士殺死。一直在一旁暗中監視的奇蓮，看到彼此分享心事的尤浩與凱麗，觸動了她內心過去一直對依德抱持的愛慕。
在工廠休息一陣子要準備離開時，凱麗聽到在工廠外頭的尤浩發出了慘叫聲，發現是過去殺死尤浩哥哥的獵人戰士基梅找到他們的行蹤，並將尤浩的右臂給斬斷。基梅看到凱麗後，向凱麗宣稱他要拿下尤浩的懸賞金，並忌妒成為獵人戰士後的凱麗搶了他的鋒頭。凱麗與基梅隨後展開了一場激烈的對戰，之後凱麗靠著智謀，設法將天空的落雷導向到基梅手上的金屬刀擊敗了對方。在凱麗為失血過多即將死去的尤浩感到不知所措時，在暗中觀看的奇蓮走到凱麗身旁，叫凱麗斬下尤浩的首級，再將首級接上凱麗身上的維生裝置，要凱麗趕緊去找依德將尤浩改造成生化人續命。
奇蓮回去向貝克塔報告時，謊稱尤浩已經死了，凱麗也不知去向，並不想再跟貝克塔扯上關係。貝克塔在奇蓮離開時，故意說要帶她前往沙雷姆，實際上最後是把奇蓮殺害掉，並將她身上的器官摘下來準備運送到沙雷姆販賣。
依德成功將尤浩改造成生化人保住他的性命後，向凱麗透露以他過去身為沙雷姆住民的立場來看，想藉由金錢前往沙雷姆是行不通的，因此尤浩被貝克塔欺騙了。尤浩在偷聽到依德所說的實情後難以接受，便逃離依德的診所。凱麗發現尤浩逃跑後趕緊追了上去，依德也對尤浩被貝克塔欺騙一事不滿，便闖進貝克塔的辦公室問罪。依德在貝克塔的辦公室用武力向對方譴責時，赫然發現到遭貝克塔解剖留下來的奇蓮器官，便將在場的貝克塔以及生化人護衛殺死。
在凱麗找到尤浩時，發現他打算靠廢鐵鎮連接沙雷姆的管道來爬上沙雷姆。凱麗爬上管道追上尤浩後，拼命說服尤浩放棄沙雷姆一事，改與她一同生活另尋目標。在尤浩被凱麗的心意打動時，冷不防地被用來防止不明份子想藉由爬上管道入侵沙雷姆的旋轉刀刃金屬環打碎了身軀。凱麗雖及時抓到尤浩剩餘的上半身軀幹；但尤浩發現到損壞的手肘關節已經沒有辦法再支撐他的重量，便笑著向凱麗告別，讓自己墜落到地表上。
最後，凱麗與依德將尤浩殘留的前臂義肢、奇蓮遺留的耳環，一同放在一個迷你的熱氣球裡，讓熱氣球朝向沙雷姆的方向漂浮，作為對尤浩與奇蓮的追悼。

## 配音
| 角色      | 配音       | 備註        |
| 凱麗      | 伊藤美紀   |             |
| 尤浩      | 山口勝平   |             |
| 大衛·依德 | 苅谷俊介   |             |
| 奇蓮      | 小山茉美   | OVA原創角色 |
| 候斯      | 岸野一彥   |             |
| 貝克塔    | 千葉繁     |             |
| 沙勇      | 戶谷公次   |             |
| 格戮襲卡  | 大友龍三郎 | OVA原創角色 |
| 基梅      | 曾我部和恭 | OVA原創角色 |

## 製作團隊
- 監督：福富博
- 監修：林重行（日语：りんたろう）
- 脚本：遠藤明範（日语：遠藤明範）
- 人物設計、總作畫監督：結城信輝
- 作畫監督：藤川太（日语：藤川太 (アニメーター)）
- 作畫監督副手：木村雅廣、箕輪豊（日语：箕輪豊）、宇佐見俊和
- 原畫：稻野義信、木村雅廣、小林正之、黑澤守、川名久美子、新留俊哉、橋本敬史（日语：橋本敬史）、田中比呂人（日语：田中比呂人）、齋藤哲人、渡邊純央（日语：渡辺純央）、三原三千雄（日语：三原三千雄）、宇佐見俊和、佐藤雄三、植田均、長濱博史（日语：長濱博史）、大關紀子、戶倉紀元、江村豐秋、工藤裕加（日语：工藤裕加）、林秀夫、高秀國男、都築茂、鈴木典光
- 美術監督：金子英俊
- 攝影監督：山口仁
- 音樂：和田薰
- 音響監督：本田保則（日语：本田保則）
- 製作人：杉田丈市、池口和彦（日语：池口和彦）
- 執行製作人：丸山正雄、高江勇次
- 製作：安利美特
- 製作協力：MADHOUSE
- 出品：KSS（日语：ケイエスエス）、Movic（日语：ムービック）

## 主題曲
片尾曲〈Cyborg Mermaid〉
作詞：木川真壽美；作曲：TSUKASA；編曲：大和朗；主唱：秋間香織

## 製作幕後
原作《銃夢》於1990年底開始在集英社雜誌《Business Jump》上連載，本改編企劃在其完結之前提出。原作者木城幸人在2005年受訪時表示，只做2集OVA是製作商的規劃，當時應該先拒絕，再等更好的提案。可是他當時沒法冷靜地審查這個企劃，而且忙連載忙到毫無動畫化的野心。木城在企劃一開始時就和動畫團隊會面，與對方談論他希望這個故事要怎麼完成。在決定劇情大綱和劇本的階段，木城給予團隊他的反饋，分鏡時他有給出一些修改意見，但並沒有被採用。分鏡完成後他與團隊再次見面討論。

## 發行
動畫前後兩篇的錄影帶、LD由KSS分別在1993年6月21日與1993年8月21日推出。作為原聲帶雛型的印象專輯是在動畫發行前一個月的5月21日先行發售，OVA原聲帶則與動畫前篇在同一天上市。
| 卷數 | 發售日期      | 規格編號   | 規格編號   |
| 卷數 | 發售日期      | VHS版      | LD版       |
| ---- | ------------- | ---------- | ---------- |
| 前篇 | 1993年6月21日 | JSVA-22201 | JSVA-22202 |
| 後篇 | 1993年8月21日 | JSLA-22201 | JSLA-22202 |

### 海外發行
在美國，A.D. Vision（以下簡稱ADV）於1993年代理了本作，將標題改為「戰鬥天使」（Battle Angel）。本作是該公司繼《魔物獵人妖子》和《SOL BIANCA》後代理的第三部作品。
ADV另為美國發行版本附上英文版配音，以擔任《新世紀福音戰士》角色綾波零英語版配音而聞名的阿曼達·偉恩-李，當時負責了此版本的英語配音指導，並親自為劇中的凱麗配音。因阿曼達在配音過程中身體不巧發高燒，讓她在一個需大聲吼叫的戰鬥場景中曾一度錄製到昏迷。
銷售量方面，相較於在日本僅小有斬獲，本作在美國更為成功，ADV前總裁約翰·萊福特稱本作是該公司表現最佳的產品之一，在美國的銷量超過10萬。

## 評價
娛樂多媒體評論網站IGN在專欄上把《銃夢》列為最適合新觀眾接觸的賽博龐克風格動畫之一，認為這部作品以當時的水準來說，在內涵、動作場景上的表現，都是該時期好萊塢影業砸下鉅額成本難以達成的。漫畫新聞網站漫畫書資源網也在專欄上將本作列為最佳懷舊科技風格的動畫之一，表示與另部動漫作品《攻殼機動隊》相同，《銃夢》涉及到探討自我意識的議題，裡頭的世界觀也足以做出豐富的支線故事。
亞洲電影主題網站Asian Movie Pulse批評凱麗雖是本作主角，但失憶的她在劇中表現反而較像是看著地表上人們求生困境的觀察者；相比之下，急於籌錢，期望有朝一日能登上沙雷姆的少年尤浩較像核心人物。另外在故事中也有不少有趣的角色，其中反派貝克塔的表現令人深刻。整體來說，《銃夢》雖然在敘事方面稍嫌不足；但有被華麗的圖像、凶狠的打鬥場景、豐富的世界觀彌補，仍是一部值得科幻動漫愛好者觀賞的作品。動漫評論網站T.H.E.M Anime Review稱讚《銃夢》有優於一般作品水準的打鬥，場景廢鐵鎮所壟罩的犯罪氣息描繪地相當傑出，也有描述著關於人性且為了保持人性所需承受痛苦的引人入勝故事，是值得一看的作品。
而對於凱麗的英語配音員阿曼達·偉恩-李來說，《銃夢》是一部在她心中，永遠佔有一席特殊地位的作品。

## 影響
電影導演詹姆斯·卡麥隆是在吉勒摩·戴托羅的介紹之下，認識了此部OVA動畫，當時吉勒摩·戴托羅曾提議這是一部足以改編成電影的作品。觀看後詹姆斯·卡麥隆產生了興趣，進而去翻閱木城幸人的原著漫畫，萌生將《銃夢》搬上大螢幕的念頭。
完成的改編電影是於2019年上映，由詹姆斯·卡麥隆親自監製、勞勃·羅里葛茲執導的《艾莉塔：戰鬥天使》。OVA動畫不少原創要素也被引用到該部電影裡，如原創角色奇蓮、格戮襲卡皆出現在該部電影中，以及貝克塔不同於原著漫畫最後被殺死的設定。

## 備註
1. ↑  台灣單行本初譯為「陳依德」；台灣新裝版譯為「依德·大介」
2. ↑  台灣新裝版譯為「侯斯」

## 外部連結
- Battle Angel（動畫）在動畫新聞網百科全書中的資料（英文）
- 互联网电影数据库（IMDb）上《Battle Angel》的资料（英文）
- AllMovie上《Battle Angel Alita》的资料（英文）